# Helpless (canción)
«Helpless» es una canción del músico canadiense Neil Young, publicada en el álbum de estudio de Crosby, Stills, Nash & Young Déjà Vu (1970).

## Desarrollo y significado
«Helpless» fue originalmente grabada con el grupo Crazy Horse a comienzos de 1969, antes de que Crosby, Stills y Nash, con quienes ya había trabajado a mediados de 1969, le convencieran de que sonaría mejor con ellos. La canción es simple, con la repetición de una melodía sobre una progresión de acordes descendente D-A-G. El grupo encontró dificultades a la hora de lograr un arreglo para la canción, y varias versiones diferentes fueron grabadas antes de que el cuarteto se decidiera por la versión lenta que apareció en el álbum. 
La canción se convirtió en una de las más descatadas de Déjà Vu y fue calificada por Peter Doggett, de la revista Q, como «una de las obras maestras [del álbum]». Una mezcla alternativa, con la armónica tocada por Young descatada, aparece en el cofre The Archives Vol. 1 1963-1972.
La «ciudad al norte de Ontario» presente en el primer verso de la canción a menudo se supone que es el lugar de nacimiento de Young. Sin embargo, el propio músico aclaró los rumores en una entrevista para la revista Mojo en 1995: «Bueno, no es literalmente una ciudad específica tanto como un sentimiento. En realidad, son dos ciudades. Omemee es una de ellas. Es donde fui a la escuela y pasé mis años "formativos". En realidad, yo nací en Toronto». Por otra parte, la segunda estrofa contiene la imaginería inspirada en la naturaleza surrealista muy presente en sus primeros trabajos de la década de 1970, tales como «After the Gold Rush», con los versos: «Blue, blue windows behind the stars / yellow moon on the rise / big birds flying across the sky / throwing shadows on our eyes» (en español: «Azules, ventanas azules tras las estrellas, la luna amarilla que asciende, grandes pájaros volando por el cielo, lanzándonos sombras a nuestros ojos»).
Young interpretó «Helpless» con Joni Mitchell en el concierto despedida del grupo The Band, filmado por Martin Scorsese y documentado en el largometraje The Last Waltz.

## Versiones
«Helpless» ha sido versionada por una larga lista de músicos y grupos entre los que figuran:
- Buffy Sainte-Marie, que grabó una versión en el álbum de 1971 She Used to Wanna Be a Ballerina.
- El grupo Fosterchild, que grabó una versión en el álbum On the Prowl.
- k.d. lang, en el álbum Hymns of the 49th Parallel.
- Nick Cave, en el álbum tributo The Bridge: A Tribute To Neil Young.
- Cowboy Junkies, que grabaron una versión de estudio en neath Your Covers, Part 1, un disco extra de versiones que acompañó al álbum One Soul Now.
- Patti Smith, en el álbum de 2007 Twelve.
- Black Label Society, en su álbum Order of the Black.
- Arcade Fire, que interpretó la canción en directo con Young en el Bridge School Benefit de 2011.